# Furzehill
Furzehill är en by i civil parish Colehill, i kommunen Dorset, i grevskapet Dorset i England. Byn är belägen 14 km från Blandford Forum. Byn hade 763 invånare år 2021.